# Comuna Poiana, Dâmbovița
Poiana (în trecut, Poienile) este o comună în județul Dâmbovița, Muntenia, România, formată din satele Poiana (reședința) și Poienița.

## Așezare
Comuna se află pe malul drept al Ciorogârlei, în zona de câmpie de la extremitatea de sud a județului, la limita cu județul Giurgiu. Este străbătută de șoseaua județeană DJ711D, care se ramifică din DN7 la Lungulețu și duce către vest la Românești.

## Demografie
Componența etnică a comunei Poiana
     Români (88,93%)
     Romi (5,24%)
     Alte etnii (0%)
     Necunoscută (5,84%)
Componența confesională a comunei Poiana
     Ortodocși (93,05%)
     Alte religii (0,94%)
     Necunoscută (6,01%)
Conform recensământului efectuat în 2021, populația comunei Poiana se ridică la 3.495 de locuitori, în scădere față de recensământul anterior din 2011, când fuseseră înregistrați 3.739 de locuitori. Majoritatea locuitorilor sunt români (88,93%), cu o minoritate de romi (5,24%), iar pentru 5,84% nu se cunoaște apartenența etnică. Din punct de vedere confesional, majoritatea locuitorilor sunt ortodocși (93,05%), iar pentru 6,01% nu se cunoaște apartenența confesională.

## Politică și administrație
Comuna Poiana este administrată de un primar și un consiliu local compus din 13 consilieri. Primarul, Marian Șerban[*], de la Partidul Social Democrat, este în funcție din 2008. Începând cu alegerile locale din 2024, consiliul local are următoarea componență pe partide politice:
|  | Partid                    | Consilieri | Componența Consiliului | Componența Consiliului | Componența Consiliului | Componența Consiliului | Componența Consiliului | Componența Consiliului | Componența Consiliului | Componența Consiliului | Componența Consiliului | Componența Consiliului | Componența Consiliului | Componența Consiliului |
|  | ------------------------- | ---------- | ---------------------- | ---------------------- | ---------------------- | ---------------------- | ---------------------- | ---------------------- | ---------------------- | ---------------------- | ---------------------- | ---------------------- | ---------------------- | ---------------------- |
|  | Partidul Social Democrat  | 12         |                        |                        |                        |                        |                        |                        |                        |                        |                        |                        |                        |                        |
|  | Partidul Național Liberal | 1          |                        |                        |                        |                        |                        |                        |                        |                        |                        |                        |                        |                        |

## Istorie
La sfârșitul secolului al XIX-lea, pe teritoriul actual al comunei funcționau două comune: Poiana Lungă de Jos și Poiana Lungă de Sus, în plasa Bolintin a județului Dâmbovița. Comuna Poiana Lungă de Jos avea 1070 de locuitori, o biserică și o școală, în vreme ce Poiana Lungă de Sus avea în compunere satele Poiana de Sus, Buroianu și Secăturile, cu 1208 locuitori; aici funcționau, de asemenea, o biserică și o școală.
În 1925, comunele fuseseră comasate sub numele de Poienile, cu reședința la Poiana de Sus, și având în componență și satele Poiana de Jos, Buzoianu și Secăturile, totalizând 3547 de locuitori.
În 1950, județele au fost desființate, iar comuna a fost inclusă în raionul Răcari din regiunea București. În 1968, ea a revenit la județul Dâmbovița, reînființat, cu această ocazie satele Poiana de Jos și Poiana de Sus fiind comasate sub numele de Poiana.